# Млавка (Вармінсько-Мазурське воєводство)
Млавка (пол. Mławka) — село в Польщі, у гміні Ілово-Осада Дзялдовського повіту Вармінсько-Мазурського воєводства.
Населення — 173 особи (2011).
У 1975-1998 роках село належало до Цехановського воєводства.

## Демографія
Демографічна структура станом на 31 березня 2011 року:
|          | Загалом | Допрацездатний вік | Працездатний вік | Постпрацездатний вік |
| -------- | ------- | ------------------ | ---------------- | -------------------- |
| Чоловіки | 83      | 20                 | 56               | 7                    |
| Жінки    | 90      | 16                 | 55               | 19                   |
| Разом    | 173     | 36                 | 111              | 26                   |